# Білоярське міське поселення (Білоярський район)
Білоя́рське міське поселення (рос. Белоярское городское поселение) — міське поселення у складі Білоярського району Ханти-Мансійського автономного округу Тюменської області Росії.
Адміністративний центр та єдиний населений пункт — місто Білоярський.
Населення міського поселення становить 20142 особи (2017; 20283 у 2010, 18721 у 2002).